# نوار وظیفه
نوار وظیفه سیستم عامل (انگلیسی: Taskbar) به قسمتی از سیستم عامل گفته می‌شود که آیکنی از برنامه‌های فعال در آن قرار میگیرد. همچنین می‌توان آیکن برخی از نرم‌افزارهای کاربردی را بر روی آن قرار داد تا آسان‌تر و سریعتر مورد دسترسی قرار گیرند. .تقریبا بیشتر سیستم عامل ها نوار وظیفه دارند که مشهور ترین آنها ویندوز،مک او اس،لینوکس،اندروید وآی‌اواس هستند.
این نوار معمولاً در لبهٔ صفحه‌نمایش قرار دارد و شامل بخش‌های زیر است:
- منوی شروع (Start Menu): دسترسی به برنامه‌ها، تنظیمات و فایل‌های سیستم را فراهم می‌کند.
- آیکون‌های برنامه‌ها: نمایش برنامه‌های در حال اجرا و امکان سنجاق کردن برنامه‌های پرکاربرد برای دسترسی سریع‌تر.
- ناحیه اعلان‌ها (Notification Area): نمایش اعلان‌های سیستم، وضعیت شبکه، صدا، باتری و ساعت.

## ویژگی‌های نوار وظیفه
- دسترسی به برنامه‌ها: امکان مشاهده و مدیریت نرم‌افزارهای در حال اجرا.
- شخصی‌سازی: افزودن یا حذف برنامه‌ها برای دسترسی سریع.
- اطلاعات سیستمی: نمایش ساعت، تاریخ، وضعیت شبکه و اعلان‌ها.
- یکپارچگی با سیستم‌عامل‌ها: امکان تعامل با سایر ویژگی‌های سیستم‌عامل مانند منوی استارت، مرکز اعلان‌ها، و ابزارهای مدیریتی.

## نوار وظیفه در سیستم‌عامل‌های مختلف
نوار وظیفه در اکثر سیستم‌عامل‌ها وجود دارد، اما طراحی و عملکرد آن ممکن است متفاوت باشد:
- ویندوز: شامل منوی استارت، آیکون‌های میانبر، اعلان‌ها، و ساعت. در نسخه‌های اخیر مانند ویندوز 11، عناصر در وسط نوار وظیفه قرار گرفته‌اند.
- مک‌او‌اس: مشابه نوار وظیفه، داک (Dock) به عنوان جایگزین عمل می‌کند.
- لینوکس: نوار وظیفه بسته به محیط دسکتاپ (مانند GNOME یا KDE) طراحی متفاوتی دارد.
- اندروید و آی‌اواس: نوار اعلان و کنترل عملکرد مشابهی با نوار وظیفه در سیستم‌عامل‌های دسکتاپ دارد.